# ジム・ヘンソンの不思議の国の物語
『ジム・ヘンソンの不思議の国の物語』（原題: Five Children and It）は、2004年のイギリスのファンタジー映画であり、イーディス・ネズビットの小説『砂の妖精』を原作としている。

## ストーリー
第一次大戦下のイギリスで、ロンドンから田舎の伯父宅に疎開した5人兄弟が8,000歳の妖精サミアドと出会う。サミアドは子供たちの願いを叶えてくれると申し出るが…。

## キャスト
| 役名               | 俳優                                    | 日本語吹替 |
| ------------------ | --------------------------------------- | ---------- |
| ロバート           | フレディ・ハイモア                      | 矢島晶子   |
| アルバートおじさん | ケネス・ブラナー                        | 池水通洋   |
| ロバートの母       | タラ・フィッツジェラルド                | 勝生真沙子 |
| マーサ             | ゾーイ・ワナメイカー                    | 田中真弓   |
| アンシア           | ジェシカ・クラリッジ                    | 坂本真綾   |
| シリル             | ジョナサン・ベイリー                    | 草尾毅     |
| ジェイン           | ポピー・ロジャース                      | かないみか |
| ホレス             | アレクサンダー・ポウナル                | 亀井芳子   |
| サミアド           | ロブ・タイナー エディー・イザード（声） | 中尾隆聖   |